# Film sulla prima guerra mondiale
Questa lista è suscettibile di variazioni e potrebbe essere incompleta o non aggiornata.

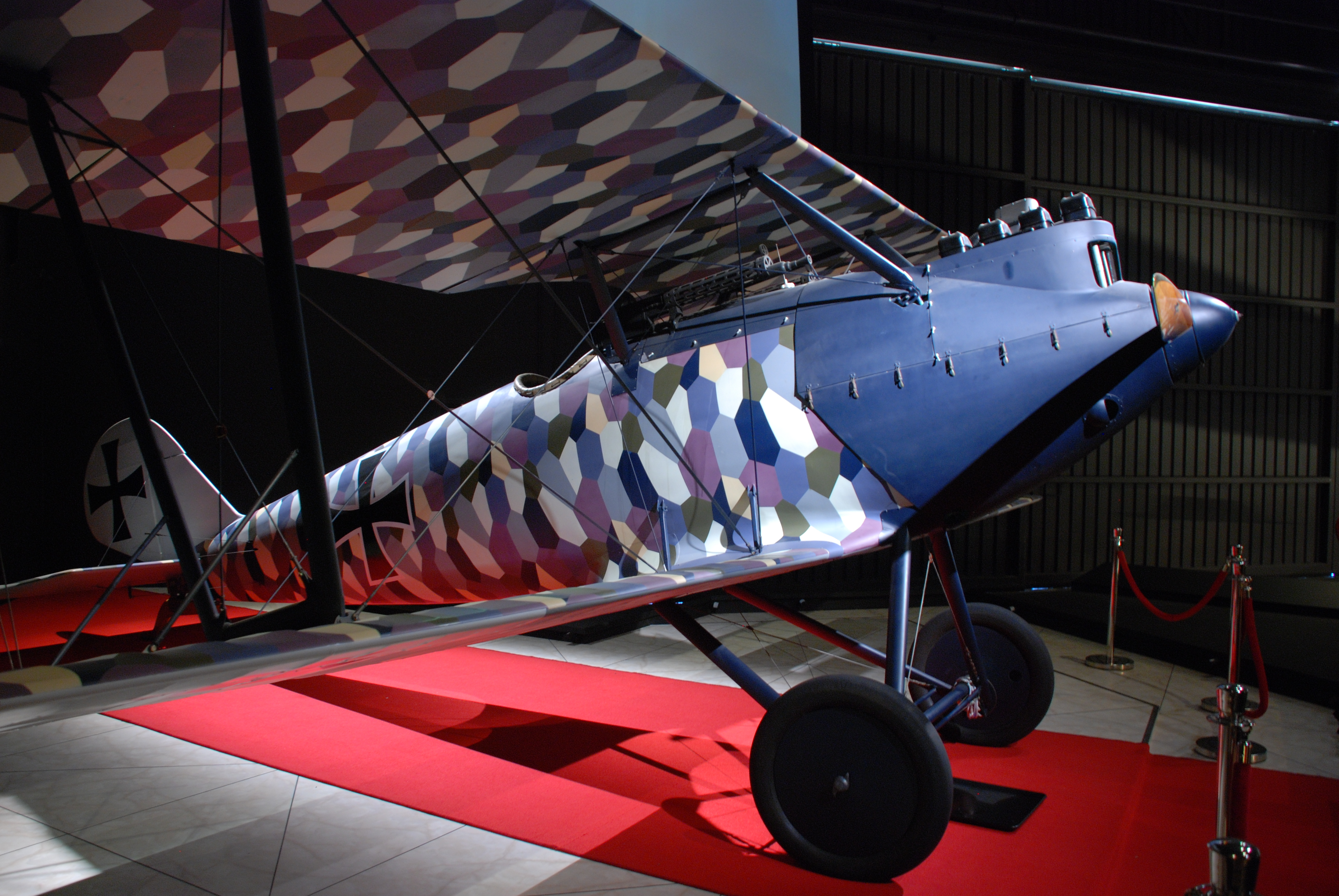
Il Pfalz D.III, replica volante utilizzata nella produzione del film La caduta delle aquile ed utilizzata dal protagonista Bruno Stachel (George Peppard), esposta al Omaka Aviation Heritage Centre, Omaka, Nuova Zelanda.

Molti registi hanno diretto film sulla prima guerra mondiale; spesso i soggetti sono stati tratti da romanzi, come per Addio alle armi di Ernest Hemingway, che ha dato origine a due film, o Niente di nuovo sul fronte occidentale di Erich Maria Remarque da cui è stato sviluppato All'ovest niente di nuovo. Altri hanno una sceneggiatura originale come La Grande Guerra di Monicelli, che
sfrondando gli avvenimenti della retorica fascista che la dipingeva come una "guerra eroica", finì per essere censurato e vietato ai minori alla sua uscita.
Alcuni si riferiscono ad episodi realmente accaduti, come Il sergente York e Il battaglione perduto, altri a fatti inventati e ambientati nel periodo storico, anche se con attente ricostruzioni di ambientazioni e riferimenti ai fatti generali, come Porca vacca. Le sceneggiature si sono evolute col tempo e col variare della sensibilità storica, mentre gli effetti speciali hanno sostituito le scene pericolose girate dal vivo, che in film come La caduta delle aquile del 1966 (in lingua originale The Blue Max) provocarono incidenti e morti tra gli stuntmen.

## Lista

### Cinema
- Maciste alpino (1916, Italia), regia di Luigi Maggi e Romano Luigi Borgnetto
- Heldenkampf in Schnee und Eis (1917, Austria-Ungheria), regia presumibilmente di Gustav Ucicky
- La guerra ed il sogno di Momi (1917, Italia), regia di Segundo de Chomón
- The little american (1917), regia di Cecil B. DeMille
- Charlot soldato (1918), regia di Charlie Chaplin
- Cuori del mondo (Heart of the World, 1918), regia di David Wark Griffith
- Il canto della fede (1918, Italia), regia di Filippo Butera
- I quattro cavalieri dell'Apocalisse (The Four Horsemen of the Apocalypse, 1921), regia di Rex Ingram
- La suora bianca (1923), regia di Henry King
- La leggenda del Piave (1924, Italia), regia di Mario Negri
- La grande parata (The Big Parade, 1925), regia di King Vidor
- Gloria (What price Glory?, 1926) , regia di Raoul Walsh
- Ali (Wings, 1927), regia di William Wellman
- Verdun, visions d'histoire (1928), regia di Léon Poirier
- Arsenale (Арсенал, 1929, URSS), regia di Aleksandr Dovženko
- All'ovest niente di nuovo (All Quiet on the Western Front, 1930), regia di Lewis Milestone
- Gli angeli dell'inferno (Hell's Angels, 1930, Stati Uniti), regia di Howard Hughes
- Die Somme (1930, Germania), regia di Heinz Paul
- La squadriglia dell'aurora (The Dawn Patrol, 1930, Stati Uniti), regia di Howard Hawks
- Westfront (1930), regia di Georg Wilhelm Pabst
- Journey's end (1930, GB/Stati Uniti), regia James Whale
- Mata Hari (Mata Hari, 1931, Stati Uniti), regia di George Fitzmaurice
- Montagne in fiamme (Berge in flammen, 1931, Germania), regia di Luis Trenker e Karl Hartl
- Tell England (1931, Regno Unito), regia di Anthony Asquitt e Georey Barkas
- Addio alle armi (A Farewell to Arms, 1932), regia di Frank Borzage
- Il compagno B (Pack Up Your Troubles, 1932, Stati Uniti), regia di George Marshall e Raymond McCarey
- Le croci di legno (Les Croix de bois, 1932, Francia), di Raimond Bernard
- Tannenberg (1932, Germania, Svizzera), regia di Heinz Paul
- Terra di nessuno (1932, Stati Uniti), regia di Victor Travis
- Ero una spia (I Was a Spy, 1933, Regno Unito), regia di Victor Saville
- La guerra lampo dei Fratelli Marx (Duck Soup, 1933, Stati Uniti), regia di Leo McCarey
- Morgenrot (1933, Germania), regia di Gustav Ucicky
- Stoßtrupp 1917 (1934, Germania), regia di Ludwig Schmid-Wildye e Hans Zöberlein
- L'angelo delle tenebre (The Dark Angel, 1935, Stati Uniti), regia di Sidney Franklin
- Le scarpe al sole (1935, Italia), regia di Marco Elter
- Cavalleria (1936, Italia), regia di Goffredo Alessandrini
- Le vie della gloria (The Road to Glory, 1936, Stati Uniti), regia di Howard Hawks
- Battaglione d'assalto (Unternehmen Michael, 1937, Germania), regia di Karl Ritter
- J'accuse (1937, Francia), regia di Abel Gance (remake di Per la patria, 1919)
- La grande illusione (La grande illusion, 1937), regia di Jean Renoir
- La spia dei lancieri (Lancer spy 1937), regia di Gregory Ratoff
- The road back (1937 Stati Uniti), regia James Whale
- Venti anni dopo (Block-Heads, 1938) regìa di John G. Blystone
- La storia d'Edith Cavell (Nurse Edith Cavell, 1939, Gran Bretagna), regia di Herbert Wilcox
- La spia in nero (The Spy in Black 1939, Regno Unito), regia di Michael Powell
- I fucilieri delle Argonne (The Fighting 69th, 1940, Stati Uniti), regia William Keighley
- Il sergente York (Sergeant York, 1941, Stati Uniti), regia di Howard Hawks
- Il caimano del Piave (1950, Italia), regia di Giorgio Bianchi
- Senza bandiera (1951), regia di Lionello De Felice
- Fratelli d'Italia (1952), regia di Fausto Saraceni
- La leggenda del Piave (1952, Italia), regia di Riccardo Freda
- Uomini alla ventura (What price glory, 1952, Stati Uniti), regia John Ford
- Cento anni d'amore (1953), regia di Lionello De Felice (l'episodio scritto da Eduardo De Filippo)
- Amori di mezzo secolo (1954), l'episodio di Pietro Germi
- I cinque dell'Adamello (1954, Italia), regia di Pino Mercanti
- Addio alle armi (A Farewell to Arms, 1957), regia di Charles Vidor
- Orizzonti di gloria (Paths of Glory, 1957), regia di Stanley Kubrick
- La squadriglia Lafayette (Lafayette Escadrille) (1958), regia di William A. Wellman
- La grande guerra (1959), regia di Mario Monicelli
- Lawrence d'Arabia (Lawrence of Arabia, 1962, Regno Unito), regia di David Lean
- Le avventure di un giovane (Hemingway's Adventures of a Young Man, 1962, Stati Uniti), regia di Martin Ritt
- Chintao yôsai bakugeki meirei (Siege of fort bismarck, 1963, Giappone), regia di Kengo Furusawa
- Il Piave mormorò (1964, Italia), regia di Guido Guerrasio
- Per il re e per la patria (King and Country, 1964), regia di Joseph Losey
- La caduta delle aquile (The Blue Max, 1966), regia di John Guillermin
- L'armata a cavallo (Csillagosok, katonák, 1968, Ungheria), regia di Miklós Jancsó
- Fräulein Doktor (1969, Italia), regia di Alberto Lattuada
- Oh, che bella guerra! (Oh! What a Lovely War, 1969), regia di Richard Attenborough
- Operazione Crêpes Suzette (Darling Lili, 1970) regìa di Blake Edwards
- Il Barone Rosso (Von Richthofen and Brown, 1971) regìa di Roger Corman
- E Johnny prese il fucile (Johnny Got His Gun, 1971, Stati Uniti), regia di Dalton Trumbo
- Tre donne (1971), regia di Alfredo Giannetti (episodio La sciantosa)
- Uomini contro (1971), regia di Francesco Rosi
- Zeppelin (1971, Regno Unito), regia di Étienne Périer
- Messia Selvaggio (Savage Messiah, 1972, Stati Uniti), regìa di Ken Russell
- Ci rivedremo all'inferno (Shout at the Devil, 1976, Regno Unito), regia di Peter R. Hunt
- La battaglia delle aquile (Aces High, 1977, Regno Unito), regia di Jack Gold
- Gli anni spezzati - (Gallipoli 1981, Australia), regia di Peter Weir
- Porca vacca (1982), regia di Pasquale Festa Campanile
- Il colonnello Redl (1985, Ungheria, Austria, Germania), regia di István Szabó
- Gunbus: E divennero eroi (1986) regia Goran Perisic
- Lighthorsemen - Attacco nel deserto (The Lighthorsemen, 1987, Australia), regia di Simon Wincer
- La vita e niente altro (La vie et rien d'autre, 1989, Francia), regia di Bertrand Tavernier
- Chunuk Bair (1992, Nuova Zelanda), regia Dale G. Bradley
- Amare per sempre (In Love and War, 1996, Stati Uniti/Regno Unito), regia di Richard Attenborough
- Capitan Conan (Capitaine Conan, 1996), regia di Bertrand Tavernier
- La frontiera, 1997, regia di Franco Giraldi
- Regeneration (1997), regia di Gillies MacKinnon
- The Trench - La trincea (The Trench, 2000), regia di William Boyd
- La chambre des officiers (2001), regia di François Dupeyron
- Deathwatch - La trincea del male (Deathwatch, 2002), regia di Michael J. Bassett
- Una lunga domenica di passioni (Un long dimanche de fiançailles, 2004, Francia), regia di Jean-Pierre Jeunet
- Joyeux Noël (2005), regia di Christian Carion
- Les Fragments d'Antonin (2005, Francia), regia di Gabriel Le Bomin
- Giovani aquile (Flyboys, 2006), regia di Tony Bill
- La montagna che esplode (Explosive War, 2007, Italia) regia Marco Rosi
- Passchendaele (2008, Canada), regia di Paul Gross
- Le voyage de la veuve (2008 Francia), regia di Philippe Laik
- Il Barone Rosso (2008, Germania, Stati Uniti), regia di Nikolai Müllerschön
- Admiral (2008, Russia), regia Andrej Kravčuk
- Beneath Hill 60 (2010, Australia) regia di Jeremy Sims
- Josef (2011, Croazia), regia di Stanislav Tomić
- War Horse (2011), regia di Steven Spielberg
- Canakkale 1915 (2012, Turchia), regia Yesim Sezgin
- Coward (2012, Irlanda), regia di Dave Roddham, cortometraggio
- Die Männer der Emden (2012, Germania), regia di Berengar Pfahl
- Private peaceful (2012, Regno Unito), regia Pat O'Connor
- Forbidden Ground (2013, Australia), regia di Johan Earl e Adrian Powers
- La montagna silenziosa (Der Stille Berg, 2013), regia di Ernst Gossner
- Lacrime delle Dolomiti di Sesto (Tränen der Sextner Dolomiten, 2014, Italia), regia Hubert Schönegger
- Testament of Youth (2014, Regno Unito), regia James Kent
- Torneranno i prati (2014, Italia), regia Ermanno Olmi
- The Water Diviner (2014, Australia, Turchia, USA), regia di Russell Crowe
- I sette della Drina (Sette morituri, 2015, Serbia) regia di Nikolai Lorencin
- Soldato semplice (2015, Italia), regia di Paolo Cevoli
- Les Fusillés (2015, Francia), regia Philippe Triboit
- 1918 - I giorni del coraggio (2017, Regno Unito) regia di Saul Dibb
- King Petar the first (2018, Serbia, Grecia), regia Peter Ristovski
- 1917 (2019, USA, Regno Unito) regia di Sam Mendes
- Legiony (2019, Polonia), regia Dariusz Gajewsky
- The Rifleman (Dveselu putenis, 2019 Lettonia) regia di Dzintars Dreibergs
- Niente di nuovo sul fronte occidentale (film 2022) (Im Westen Nichts Neues, 2022, Germania), regia di Edward Berger

### Televisione
- La trincea di Giuseppe Dessì (1961, Italia), regia di Vittorio Cottafavi, sceneggiato
- Da un novembre all'altro (1968, Italia), diretto da Gian Domenico Giagni, sceneggiato
- I recuperanti (1970, Italia), regia di Ermanno Olmi, film per la tv
- La caduta delle aquile (1974, Regno Unito), regia di John Elliot, miniserie televisiva
- Wings (1977, Regno Unito), regia registi vari
- Niente di nuovo sul fronte occidentale (All Quiet on the Western Front, 1979), regia di Delbert Mann
- 1915 (1982, Australia), regia di Di Drew, Chris Thomson, miniserie televisiva
- Le radiose giornate: 1914-1915 (1985, Italia), di Massimo Felisatti, sceneggiato
- Anzacs (1985, Australia), regia di Pino Amenta, John Dixon, George I. Miller, miniserie televisiva
- The Monocled Mutineer, (1986, Regno Unito) diretto da Jim O'Brien, miniserie televisiva prodotta dalla BBC
- Il treno di Lenin (1988, Italia), regia di Damiano Damiani, miniserie televisiva
- Mino - Il piccolo alpino (1989, Italia/Germania Ovest), regia di Gianfranco Albano
- Le avventure del giovane Indiana Jones, episodi vari (1992, USA) regia di George Lucas
- La marcia di Radetzky (1994, Germania, Francia, Austria), regia Axel Corti e Gernot Roll
- Le Pantalon (1997, Francia/Belgio), regia di Yves Boisset, film per la tv
- All the King's Men (1999, Regno Unito), regia Julian Jarrold, film per la tv
- Il battaglione perduto (The Lost Battalion, 2001), regia di Russell Mulcahy
- La Tranchée des espoirs (2003, Francia), regia di Jean-Louis Lorenzi, film per la tv
- L'amore e la guerra (2007, Italia), regia di Giacomo Campiotti, miniserie televisiva
- My Boy Jack (2007, Regno Unito) diretto da Brian Kirk, film per la tv
- 14-18: Amore e furore (14-18, le bruit et la fureur), documentario diretto da Jean-François Delassus (2008)
- The Somme: From Defeat to Victory (2009, Regno Unito), regia di Detlef Siebert, film per la tv
- Eroi per caso (2012, Italia), regia di Alberto Sironi, miniserie televisiva
- Parade's End (2012, Regno Unito, USA), regia di Susanna White, miniserie televisiva
- An Accidental Soldier (2013, Australia), regia di Rachel Ward, film per la tv
- L'attentato - Sarajevo 1914 (Sarajevo, 2014, Austria), regia di Andreas Prochaska, film per la tv
- No Man's Land (2014, Olanda) regia di Klaas van Eijkeren
- 14 - I diari della Grande Guerra (2014, Germania, Francia, Canada), regia Jan Peter
- Ceux de 14 (2014, Francia), regia Olivier Schatzky
- Fango e gloria - La Grande Guerra, (2015, Italia), regia di Leonardo Tiberi, film per la tv
- Gallipoli (2015, Australia), regia Glendyn Ivin
- Szürke senkik (The Grey war, 2016, Ungheria), Kovács István
- Il Confine, (2018, Italia), regia Carlo Carlei, miniserie televisiva

### Documentari
- Lettere dei soldati italiani della Grande Guerra di Mauro Vittorio Quattrina
- They Shall Not Grow Old - Per sempre giovani (They Shall Not Grow Old), regia di Peter Jackson (2018)